# (16524) Hausmann
(16524) Hausmann (1991 BB3) – planetoida z pasa głównego asteroid okrążająca Słońce w ciągu 3,8 lat w średniej odległości 2,43 j.a. Odkryta 17 stycznia 1991 roku.